# 豊臣土丸
豊臣 土丸（とよとみ の つちまる／とよとみ つちまる）は、安土桃山時代の公達。豊臣氏の2代関白・豊臣秀次の四男。母は竹中重定（竹中与右衛門）の娘・於長（おちょう）、または素性不明のお茶々（ちゃちゃ）なる女性。

## 生涯
文禄4年（1595年）、豊臣秀次の四男として誕生。
豊臣家の公達として将来が約束されていたが、文禄4年（1595年）8月2日に秀次の一族が処刑された際、他の秀次の妻子とともに三条河原で処刑された。
浄土宗慈舟山瑞泉寺にある秀次公一族の法名を記した名簿によると、享年1で、法名は普現院殿誓済大童子。日蓮宗（本圀寺の末寺である）瑞龍寺の過去帳によると妙授。